# Сергей Зернов
Сергей Алексеевич Зернов е руски зоолог-хидробиолог (академик) и общественик.
Основател на хидробиологията в Русия, създава екологичното ѝ направление. Пръв описва фауната и биоценозите на Черно море през 1913 г. Изучава българското крайбрежие от 1903 до 1911 г. Автор е на първия оригинален учебник „Обща хидробиология“ (1934).

## Биография
През 1895 г. завършва Московския държавен университет. Задържан (1897) по обвинение в „престъпна пропаганда“ сред работниците в Москва и изпратен за 2 г. в провинцията. Известно време след изгнанието за революционна дейност работи като попечител в Природонаучния музей на Симферопол и проучва сладководните риби в Крим.
През 1901 г. Зернов става директор на Севастополската биологична станция. На него принадлежи откриването през 1908 г. в северозападната част на Черно море, западно от Крим, на огромните запаси от червени водорасли. Това откритие прави възможно да се организира промишлено производство на йод.
През 1914 г. Зернов организира първата катедра по хидробиология в Москва.
Член на КПСС от 1930 г. От 1931 г. е член на Академията на науките на СССР. През 1931 – 1942 г. е директор на Зоологическия институт при Съветската академия на науките.